# Atlético Ultramar
Atlético Ultramar, conhecido atualmente como Coração FC, é um clube de futebol da cidade de Manatuto, em Timor-Leste.
O time disputa a primeira divisão do Campeonato Timorense de Futebol. 

## História

Primeiro escudo do time (1998)

Fundado em 1998, o clube mudou seu nome para FC Coração em 2022, quando voltou a disputar a primeira divisão do país.
Sua maior conquista foi o bicampeonato da Copa 12 de Novembro, a taça nacional, em 2017 e 2018. 